# Thomas Thacker
Thomas William Thacker (alias „Brown Tom“) (* 11. dubna 1973, Langley, Britská Kolumbie, Kanada) je lídr kanadské pop punkové skupiny Gob. V současnosti působí rovněž jako doprovodný kytarista Sum 41 na jejich turné. Thackerova první hudební skupina, kterou v roce 1993 založil společně s dalším nynějším členem Gob, Theo Goutzinakisem, nesla název Tommy's Bisquit.